# 玄侑宗久
玄侑 宗久（げんゆう そうきゅう、1956年4月28日 - ）は、日本の小説家、臨済宗の僧侶。福島県在住。東日本大震災復興構想会議委員。

## 経歴
福島県三春町にある臨済宗妙心寺派福聚寺の長男として生まれる。カトリック系の三春幼稚園、地元の小中学校を経て福島県立安積高等学校卒業。この間モルモン教、統一教会、天理教などに触れる。小学校3年の頃、いずれ来たるべき「死」を想って毎晩のように泣いた。また中学3年で罹った日本脳炎のため、3日間の昏睡状態を経験。意識不明中の妄想の記憶と、あとで聞かされた行動などから、あらためて「死」について考えた。高校時代は毎年家出。高三のとき出逢った哲学者星清から後の出家への動機付けを得た。
18歳で上京、予備校を経て慶應義塾大学文学部中国文学科で現代演劇を専攻。在学中にイスラム教、ものみの塔に触れ、また山梨県向嶽寺などで坐禅を組み始める。この頃、小説も書き始め、同人誌「いんぐ」に参加。台湾、輔仁大学華語研究所に私費留学。学生であることを偽り様々な職種を体験。卒業をまえに「第一広告」「共同通信社」の募集要項を取り寄せるが結局試験は受けず、川口市のゴミ焼却場に勤めながら小説を書くがどうにもならず。この間引越6回。他にナイトクラブのフロアマネージャー、英語教材販売などの職を転々とする。
1983年、27歳の冬、京都の佐保田鶴治のヨガ道場を訪ね、指導を受ける。3月27日、京都嵐山の天龍寺専門道場に入門し、平田精耕老師の許で参禅。3年弱で退山。神戸、山梨などを行脚してから帰郷。1988年4月、実家である福島県三春町福聚寺副住職、妙心寺派教化委員に就任。1991年12月結婚。
2000年、新人賞・同人誌などを経ず、投稿した作品「水の舳先」が『新潮』10月号に掲載され芥川賞候補作となる。
2001年、「中陰の花」で第125回芥川賞を受賞。
2007年、柳澤桂子との往復書簡「般若心経　いのちの対話」で文藝春秋読者賞を受賞。
2008年2月より福聚寺第35世住職。また妙心寺派現代宗学委員。福島県警通訳。福島県立医大病院経営審議会委員。
2009年4月より京都・花園大学文学部仏教学科客員教授。妙心寺派宗門文化章を受章。
2010年、『アブラクサスの祭』が、映画化（出演・スネオヘアー、ともさかりえ、小林薫ほか）され公開。
2011年4月、東日本大震災復興構想会議委員に選出される。同月から、新潟薬科大学客員教授（応用生命科学部）。6月、映画『無常素描』に出演。
2011年9月より、東日本大震災被災青少年支援のための「たまきはる福島基金」理事長。
2012年6月より、京都大学こころの未来研究センター連携委員。また震災後立ち上げた三春実生プロジェクト副代表。8月、第46回仏教伝道文化賞、沼田奨励賞を受賞。10月より、鈴木大拙館アンバサダー。
2014年、『光の山』により第64回芸術選奨文部科学大臣賞受賞。
2015年、『東天紅』が第41回川端康成文学賞最終候補作となる。

## 著作リスト

### 小説
- 『水の舳先』　新潮社　2001　ISBN 978-4-10-445601-7　のち文庫 ISBN 978-4-10-116651-3
- 『中陰の花』　文藝春秋　2001　ISBN 978-4-16-320500-7　のち文庫 ISBN 978-4-16-769201-8
- 『アブラクサスの祭』　新潮社　2001　ISBN 978-4-10-445602-4　のち文庫 ISBN 978-4-10-116652-0
- 『化蝶散華』　新潮社　2002　ISBN 978-4-10-445603-1　のち文庫 筑摩書房ISBN 978-4-48-042607-9
- 『御開帳綺譚』　文藝春秋　2002　ISBN 978-4-16-321390-3　のち文庫 ISBN 978-4-16-769202-5
  - 御開帳綺譚／ピュア・スキャット
- 『アミターバ ―― 無量光明』　新潮社　2003　ISBN 978-4-10-445604-8　のち文庫 ISBN 978-4-10-116653-7　増補改訂版ケイオス出版ISBN 978-4-90-950700-6
- 『リーラ　神の庭の遊戯』　新潮社　2004　ISBN 978-4-10-445605-5　のち文庫 ISBN 978-4-10-116654-4
- 『祝福』　筑摩書房　2005　ISBN 978-4-48-080390-0
- 『龍の棲む家』　文藝春秋　2007　ISBN 978-4-16-326370-0　のち文庫 ISBN 978-4-16-769205-6
- 『テルちゃん』　新潮社　2008　ISBN 978-4-10-445606-2　のち文庫 ISBN 978-4-10-116655-1
- 『阿修羅』　講談社　2009　ISBN 978-4-06-215259-4　のち文庫 ISBN 978-4-06-277415-4
- 『龍の棲む家』　文藝春秋　2010　ISBN 978-4-16-769205-6　のち文庫 ISBN 978-4-16-769205-6
- 『四雁川流景』　文藝春秋　2010　ISBN 978-4-16-329370-7　のち文庫 ISBN 978-4-16-769206-3
  - Aデール／残り足／布袋葵／地蔵小路／塔／スクナヒコナ／中洲
- 『梵行（ぼんぎょう）』　シングルカット社　2010　ISBN 978-4-93-873753-5
- 『光の山』　新潮社　2013　ISBN 978-4-10-445609-3　のち文庫 ISBN 978-4-10-116657-5　韓国語版『빛의 산』、ドイツ語版Reichert Verlag『Derstrahlende Berg』、フランス語版『La Montagne radieuse』
  - あなたの影をひきずりながら／蟋蟀／小太郎の義憤／アメンボ／拝み虫／光の山
- 『竹林精舎』　朝日新聞出版　2018　ISBN 978-4-02-251513-1
- 『桃太郎のユーウツ』　朝日新聞出版　2023　ISBN 978-4-02-251950-4
  - セロファン／聖夜／火男（ひょっとこ）おどり／うんたらかんまん／繭の家／桃太郎のユーウツ

### 単著
- 『課外授業ようこそ先輩別冊　玄侑宗久ちょっとイイ人生の作り方』　KTC中央出版　2002　ISBN 978-4-87-758241-8
- 『私だけの仏教 あなただけの仏教入門』　講談社　2003　ISBN 978-4-06-272197-4　のち文庫 ISBN 978-4-56-976112-1
- 『まわりみち極楽論　人生の不安にこたえる』　朝日新聞社　2003　ISBN 978-4-02-257839-6　のち文庫 ISBN 978-4-02-264381-0、新装版『新版 まわりみち極楽論』KKロングセラーズ　2022　ISBN 978-4-84-542497-9
- 『禅的生活』　筑摩書房　2003　ISBN 978-4-48-006145-4
- 『釈迦に説法』　新潮社　2004　ISBN 978-4-10-610066-6
- 『死んだらどうなるの？』　筑摩書房　2005　ISBN 978-4-48-068703-6
- 『サンショウウオの明るい禅』　海竜社　2005　ISBN 978-4-75-930863-1　のち文庫 ISBN 978-4-16-769204-9
- 『やおよろず的』　四季社　2005　ISBN 978-4-88-405330-7
- 『禅語遊心』　筑摩書房　2005　ISBN 978-4-48-084268-8　のち文庫 ISBN 978-4-48-042489-1
- 『自燈明　捨てる自分、活かす自分』　三笠書房　2006　ISBN 978-4-83-792161-5　のち文庫 ISBN 978-4-83-798241-8
- 『ベラボーな生活　禅道場の「非常識」な日々』　朝日新聞社　2006　ISBN 978-4-02-250192-9　のち文庫 ISBN 978-4-02-264510-4
- 『お坊さんだって悩んでる』　文藝春秋　2006　ISBN 978-4-16-660518-7
- 『慈悲をめぐる心象スケッチ』　講談社　2006　ISBN 978-4-06-213559-7　のち文庫 ISBN 978-4-06-276797-2
- 『現代語訳般若心経』　川口澄子　筑摩書房　2006　ISBN 978-4-48-006319-9
- 『玄侑和尚と禅を暮らす』　海竜社　2007　ISBN 978-4-75-930967-6
- 『無功徳（むくどく）』　海竜社　2008　ISBN 978-4-75-931039-9　のち文庫 ISBN 978-4-56-967917-4
- 『禅のいろは』　PHP研究所　2008　ISBN 978-4-56-970361-9　のち文庫 ISBN 978-4-56-967650-0
- 『観音力（かんのんりき）』　PHP研究所　2009　ISBN 978-4-56-970616-0　『流れにまかせて生きる変化に応じる「観音力」の磨き方』に改題・新書ISBN 978-4-56-970616-0
- 『しあわせる力～禅的幸福論～』　角川SSコミュニケーションズ　2010　ISBN 978-4-04-731512-9
- 『荘子と遊ぶ禅的思考の源流へ』　筑摩書房　2010　ISBN 978-4-48-001502-0　のち文庫 ISBN 978-4-48-043608-5
- 『三昧力（ざんまいりき）』　PHP研究所　2010　ISBN 978-4-56-967569-5
- 『日本的（にほんてき）』　海竜社　2010　ISBN 978-4-75-931158-7
- 『四季の公案』　佼成出版社　2011　ISBN 978-4-33-302478-0
- 『無常という力「方丈記」に学ぶ心の在り方』　新潮社　2011　ISBN 978-4-10-445607-9　のち文庫 ISBN 978-4-10-116656-8
- 『福島に生きる』　双葉社　2011　ISBN 978-4-57-515386-6
- 『地蔵のこころ日本人のちから』　佼成出版社　2012　ISBN 978-4-33-302528-2
- 『ソリストの思考術第四巻　玄侑宗久の生きる力』　六耀社　2012　ISBN 978-4-89-737702-5
- 『養生事始（ようじょうことはじめ）～自愛の手引書』　清流出版　2012　ISBN 978-4-86-029388-8
- 『祈りの作法』　新潮社　2012　ISBN 978-4-10-445608-6
- 『流れにまかせて生きる変化に応じる「観音力」の磨き方』　PHP研究所　2013　ISBN 978-4-56-981173-4
- 『日本人の心のかたち』　KADOKAWA　2013　ISBN 978-4-04-731624-9
- 『さすらいの仏教語』　中央公論新社　2014　ISBN 978-4-12-102252-3　新装版『新版 さすらいの仏教語』KKロングセラーズ　2022　ISBN 978-4-84-542502-0
- 『「いのち」のままに　心の自由をとりもどす禅的瞑想法』　徳間書店　2014　ISBN 978-4-19-863825-2
- 『風流ここに至れり』　幻戯書房　2014　ISBN 978-4-86-488061-9
- 『お寺からの賜り物』　大法輪閣　2014　ISBN 978-4-80-461368-0
- 『仙厓　無法の禅』　PHP研究所　2015　ISBN 978-4-56-982516-8
- 『ないがままで生きる』　SBクリエイティブ　2016　ISBN 978-4-79-738480-2
- 『やがて死ぬけしき　現代日本における死に方・生き方』　サンガ　2016　ISBN 978-4-86-564059-5　増補版ケイオス出版ISBN 978-4-90-950703-7
- 『なりゆきを生きる　「うゐの奥山」つづら折れ』　筑摩書房　2020　ISBN 978-4-48-081553-8　英語版『Living LifeasIt Comes』出版文化産業振興財団 ISBN 978-4-86-658218-4
- 『禅のアンサンブル』　KKロングセラーズ　2023　ISBN 978-4-84-545174-6
- 『華厳という見方』　ケイオス出版　2023　ISBN 978-4-90-950705-1
- 『むすんでひらいて　今、求められる仏教の智慧』　大竹稽　集英社　2024　ISBN 978-4-08-781748-5
- 『禅的生活365日: 一日一字で活溌に生きる』　誠文堂新光社　2025　ISBN 978-4416723760

### 共著
- 『実践！「元気禅」のすすめ』　樺島勝徳　宝島社　2004　ISBN 978-4-79-664281-1　のち文庫 ISBN 978-4-79-664993-3
- 『脳と魂』　養老孟司　筑摩書房　2005　ISBN 978-4-48-081641-2　のち文庫 ISBN 978-4-48-042326-9
- 『禅と脳「禅的生活」が脳と身体にいい理由』　有田秀穂　大和書房　2005　ISBN 978-4-47-939119-7
- 『からだに訊け！～「禅的生活」を身につける～』　春秋社　2006　ISBN 978-4-39-313539-6
- 『わたしを超えていのちの往復書簡』　岸本葉子　中央公論新社　2007　ISBN 978-4-12-003802-0
- 『脳のちから禅のこころ～坐禅とセロトニンの科学～』　有田秀穂　大和書房　2008　ISBN 978-4-47-930177-6
- 『鼎談般若心経で救われるか―空の読み方、生き方』　太田保世・荒了寛　里文出版　2008　ISBN 978-4-89-806294-4
- 『息の発見発見シリーズ・4』　五木寛之　平凡社　2008　ISBN 978-4-58-283405-5　のち文庫 学研 ISBN 978-4-05-900817-0、角川書店 ISBN 978-4-04-129442-0、徳間書店 ISBN 9784199070556
- 『自然（じねん）を生きる』　釈徹宗　東京書籍　2011　ISBN 978-4-48-780528-0
- 『いまこそ私は原発に反対します。』 「もう、理屈ではなく」、日本ペンクラブ編、平凡社 2012　 	ISBN 9784582705102
- 『原子力と宗教─日本人への問い』　鎌田東二　角川学芸出版　2012　ISBN 978-4-04-110180-3
- 『花咲（わら）う被災地の櫻と復興』　青柳健二　廣済堂出版　2013　ISBN 978-4-33-151700-0
- 『息の発見発見シリーズ・4』　五木寛之　学研　2013　ISBN 978-4-05-900817-0
- 『被災地から問うこの国のかたち』　和合亮一・赤坂憲雄　イースト・プレス　2013　ISBN 978-4-78-165001-2
- 『生きる。死ぬ。』　土橋重隆　ディスカヴァー・トゥエンティワン　2013　ISBN 978-4-79-931434-0　のち新書『医師と僧侶が語る死と闘わない生き方』に改題 ISBN 978-4-79-931641-2
- 『仏教の知恵禅の世界』　河合隼雄・佐々木閑・吉津宜英・横山紘一・立川武蔵・蓑輪顕量・小松和彦・木村清孝・永井政之・尾崎正善・中尾良信・大谷哲夫・竹村牧男・中祖一誠　大法輪閣　2015　ISBN 978-4-80-468207-5
- 『マインドフルネス・レクチャー禅と臨床科学を通して考える』　貝谷久宣・熊野宏昭　金剛出版　2018　ISBN 978-4-77-241612-2
- 『からだ、こころ、いのち　動作法と禅からの見方』　成瀬悟策・河野文光　金剛出版　2018　ISBN 978-4-77-241661-0

### 対談
- 『あの世この世』　瀬戸内寂聴　新潮社　2003　ISBN 978-4-10-311219-8　のち文庫 ISBN 978-4-10-114439-9
- 『多生の縁』　京極夏彦・山折哲雄・鈴木秀子・山崎章郎・坪井栄孝・松原泰道・梅原猛・立松和平・五木寛之　文藝春秋　2004　ISBN 978-4-16-365730-1　のち文庫 ISBN 978-4-16-769203-2
- 『三世をみつめる日本人の未来・現在・過去―仏教闘論』　ひろさちや　ビジネス社　2004　ISBN 978-4-82-841166-8
- 『絶望に効くクスリ―ONE ON ONE Vol.3 革命的対談漫画』　山田玲司　小学館　2004　ISBN 978-4-09-153813-0
- 『仏教・キリスト教死に方・生き方』　鈴木秀子　講談社　2005　ISBN 978-4-06-272300-8　のち文庫 PHP研究所ISBN 978-4-56-967949-5
- 『なぜ、悩む！幸せになる心のしくみ』　アルボムッレ・スマナサーラ　株式会社サンガ　2005　ISBN 978-4-90-167913-8　のち新書『仏弟子の世間話』に改題ISBN 978-4-90-167933-6
- 『心の力　人間という奇跡を生きる』　村上和雄　致知出版社　2006　ISBN 978-4-88-474743-5
- 『生き方・地域の縁を語る―樹木葬和尚とともに』　千坂げんぽう・赤坂憲雄・斉藤利男　本の森　2007　ISBN 978-4-93-896592-1
- 『志の輔・宗久おもしろ落語対談　21世紀のあくび指南』　立川志の輔　ざぶとん亭風流企画・星雲社　2007　ISBN 978-4-43-410248-6　のち文庫 文藝春秋『志の輔・宗久風流らくご問答』に改題ISBN 978-4-16-775324-5
- 『同時代禅僧対談　＜問い＞の問答』　南直哉　佼成出版社　2008　ISBN 978-4-33-302314-1
- 『立松和平仏教対談集』　立松和平　アーツアンドクラフツ　2010　ISBN 978-4-90-159260-4
- 『いのちと食（歯科医師会からの提言食べるー生きる力を支える）』　大久保満男・大島伸一　中央公論新社　2012　ISBN 978-4-12-004355-0
- 『中途半端もありがたい　玄侑宗久対談集』　木田元・辰巳芳子・五木寛之・養老孟司・片田珠美・山田太一・中沢新一・佐藤優・日野原重明・山折哲雄　東京書籍　2012　ISBN 978-4-48-780660-7
- 『仏教のこころ』　五木寛之　筑摩書房　2013　ISBN 978-4-48-043130-1
- 『動的平衡ダイアローグ世界観のパラダイムシフト』　福岡伸一　木楽舎　2014　ISBN 978-4-86-324071-1
- 『放射線医が語る福島で起こっている本当のこと』　中川 恵一　ベストセラーズ　2014　ISBN 978-4-58-412448-2
- 『蟲息山房から車谷長吉遺稿集』　車谷長吉　新書館　2015　ISBN 978-4-40-321107-2
- 『禅とジブリ』　鈴木敏夫　淡交社　2018　ISBN 978-4-47-304259-0
- 『堀江重郎対談集　いのち　人はいかに生きるか』　堀江重郎　かまくら春秋社　2018　ISBN 978-4-77-400758-8
- 『辰巳芳子という生き方』　辰巳芳子　文化出版局　2024　ISBN 978-4-57-921452-5
- 『新版動的平衡ダイアローグ:9人の先駆者と織りなす「知の対話集」』　福岡伸一　小学館　2024　ISBN 978-4-09-825468-2

### アンソロジー
- 『金子みすゞのこころ』　佼成出版社　2002　ISBN 978-4-33-301975-5
- 『芥川賞全集第19巻』　文藝春秋　2002　ISBN 978-4-16-507290-4
- 『わたしの詩歌』　文藝春秋編　2002　ISBN 978-4-16-660289-6
- 『道元を語る』　かまくら春秋社　2003　ISBN 978-4-77-400228-6
- 『好日（KOU-NICHI）』　臨済会・近代出版社　2003　ISBN 978-4-90-781610-0
- 『犬のため息―ベスト・エッセイ2004』　光村図書出版　2004　ISBN 978-4-89-528249-9
- 『人生へんろ～「いま」を生きる30の知恵～』　講談社　2006　ISBN 978-4-06-213304-3
- 『観音さま―その優しさに包まれて―』　佼成出版社　2006　ISBN 978-4-33-302209-0
- 『幸福論』　PHP研究所　2006　ISBN 978-4-56-965513-0
- 『極上掌篇小説』　角川書店　2006　ISBN 978-4-04-873732-6
- 『いま、仏教が問うもの、問われるもの現代と仏教《佼成出版社創立40周年記念》』　佼成出版社　2006　ISBN 978-4-33-302250-2
- 『あの日、あの味「食の記憶」でたどる昭和史』　東海教育研究所・東海大学出版会　2007　ISBN 978-4-48-603193-2
- 『私も武道経験者です』　吉野喜信　日本武道館・ベースボール・マガジン社　2008　ISBN 978-4-58-310099-9
- 『文学2008』　講談社・日本文藝家協会編 　2008　ISBN 978-4-06-214662-3
- 『宇宙の渚で生きるということ～いのちの文明への旅立ち～』　丸岡鷹次・久保雅督　省エネルギーセンター出版部編・海象社　2008　ISBN 978-4-90-771779-7
- 『ひと粒の宇宙』　KADOKAWA　2009　ISBN 978-4-04-385404-2
- 『こころに響いた、あのひと言』　岩波書店　2010　ISBN 978-4-00-022895-4
- 『昭和、あの日あの味』　新潮社　2010　ISBN 978-4-10-130811-1
- 『日本文化の源流を求めて〈2〉』　立命館大学文学部・文理閣　2010　ISBN 978-4-89-259621-6
- 『ベスト・エッセイ2011』　光村図書出版　2011　ISBN 978-4-89-528603-9
- 『文学2013』　日本文藝家協会編　講談社　2013　ISBN 978-4-06-218320-8
- 『世阿弥のことば一〇〇選』　山中玲子　檜書店　2013　ISBN 978-4-82-790994-4
- 『創造の現場。』　ベンジャミン・リー　CCCメディアハウス　2014　ISBN 978-4-48-414224-1
- 『東川町椅子コレクション２』　伊藤玄二郎　かまくら春秋社　2017　ISBN 978-4-77-400731-1
- 『猫はあくびで未来を描く』　竹書房・ねこ新聞　2020　ISBN 978-4-80-192381-2
- 『心をたもつヒント　76人が語る「コロナ」』　共同通信社　2020　ISBN 978-4-76-410721-2
- 『最後まで生きるために〈下〉　苦悩からの解放』　青海社　2023　ISBN 978-4-910548-05-0

### 寄稿
- 『お寺へ行こう！週末出家ガイド』　双葉社・拓人社編　2004　ISBN 978-4-57-529677-8
- 『私の死亡記事』　文藝春秋　2004　ISBN 978-4-16-721780-8
- 『絵を見てできる禅的体操』　樺島 勝徳　法研　2005　ISBN 978-4-87-954582-4
- 『いま、〈宗教〉を問う！［リレー講座］現代社会と宗教I』　読売新聞大阪本社編・法蔵舘　2006　ISBN 978-4-83-185638-8
- 『新版古寺巡礼京都9天龍寺』　平田精耕　淡交社　2007　ISBN 978-4-47-303359-8
- 『心の貌（かたち）昭和事件史発掘』　柳田邦男　文藝春秋　2008　ISBN 978-4-16-368310-2
- 『禅といま』　奈良康明・佐々木宏幹　春秋社　2008　ISBN 978-4-39-313362-0
- 『福澤諭吉が生きていたら〈諭吉なら、今の日本をどう導くか？〉１７人の論』　扶桑社　2008　ISBN 978-4-59-405793-0
- 『原子力村の大罪』　小出裕章・西尾幹二・佐藤栄佐久・桜井勝延・恩田勝亘・星亮一　KKベストセラーズ　2011　ISBN 978-4-58-413335-4
- 『学問ノススメ。学校では教えてくれない達人の知恵』　JFN　2012　ISBN 978-4-19-863388-2
- 『CARTA2012年盛夏号～いちばん新しい「仏像学」～』　学研　2012
- 『ほんとうの仏教入門』　島田裕巳　中央公論新社　2012　ISBN 978-4-12-800108-8
- 『〈3.11後〉忘却に抗して識者53人の言葉』　現代書館　2012　ISBN 978-4-76-845690-3
- 『3.11を心に刻んで2013』　岩波書店　2013　ISBN 978-4-00-270865-2
- 『スミスの本棚』　日経BP社　2013　ISBN 978-4-82-224948-9
- 『知っておきたい!禅の基本』　エイ出版社　2016　ISBN 978-4-77-793849-0
- 『美味しい櫻食べる桜・見る桜・知る桜』　平出 眞　旭屋出版　2016　ISBN 978-4-75-111177-2
- 『NHK「100分de名著」ブックス鴨長明方丈記』　NHK出版　2016　ISBN 978-4-14-081590-8
- 『持たない暮らしと片付けの作法』　日経BP社　2016　ISBN 978-4-82-227289-0
- 『NHK「100分de名著」ブックス荘子』　NHK出版　2016　ISBN 978-4-14-081705-6
- 『人生100年「もしも」に備えるお金と知恵』　朝日新聞出版　2018　ISBN 978-4-02-279183-2
- 『学校に行きたくない君へ』　全国不登校新聞社　ポプラ社　2018　ISBN 978-4-59-115966-8
- 『憲法についていま私が考えること』　KADOKAWA　2018　ISBN 978-4-04-400397-5
- 『明日はきっと、いい日になる。』　PHP研究所　2018　ISBN 978-4-56-984201-1
- 『禅入門　禅僧から学ぶこころ・修行・歴史』　細川晋輔　淡交社　2019　ISBN 978-4-47-302130-4
- 『泣いたあとは、新しい靴をはこう。10代のどうでもよくない悩みに作家が言葉で向き合ってみた』　ポプラ社　2019　ISBN 978-4-59-116483-9
- 『日本の仏教と十三宗派』　釈徹宗・村越英裕・岩下宣子　宝島社　2020　ISBN 978-4-29-900813-8
- 『富山の置き薬（下）』　富山市　かまくら春秋社　2021　ISBN 978-4-77-400831-8
- 『1日1話、読めば心が熱くなる　365人の生き方の教科書』　藤尾秀昭　致知出版社　2022　ISBN 978-4-80-091261-9

### 監修
- 『精進料理百選　建長寺と鎌倉の精進料理』　学習研究社　2005　ISBN 978-4-05-402922-4
- 『マンガ仏教入門仏陀、かく語りき』　蔡志忠　大和書房　2006　ISBN 978-4-47-930003-8
- 『マンガ仏教の思想仏陀、かく語りき』　蔡志忠・瀬川千秋　大和書房　2009　ISBN 978-4-47-939186-9
- 『面白くてよくわかる！般若心経』　アスペクト　2010　ISBN 978-4-75-721854-3
- 『禅寺モノ語り:モノから見える禅』　春秋社　2012　ISBN 978-4-39-313564-8
- 『禅自分に出逢う旅―自由で活発でしなやかな生き方の提案』　徳間書店　2013　ISBN 978-4-19-710367-6
- 『現代語訳十牛図』　水野 聡　PHP研究所　2016　ISBN 978-4-56-982787-2

### 講演CD
- 『無量光明の世界―わたしたちの魂はどこへ行くのか―』　徳間書店　2005　ISBN 978-4-19-862097-4
- 『玄侑宗久「般若の知」(慶応MCC夕学セレクション)CD』　慶應丸の内シティキャンパス　2008　ISBN 978-4-90-347846-3
- 『玄侑宗久講演録生きる極意、しあわせ（仕合せ）の作法』　ANY　2016　ISBN 978-4-90-548485-1

### 連載
- 福島民報「日曜論壇」
- 月刊住職「日日是薩婆訶（にちにちこれそわか）」
- 墨「天真を養う」

## テレビ出演
- 日本100巡礼 思いの道 願いの道（2012年10月 - 2013年9月、BS日テレ）
- 100分de名著　鴨長明　方丈記　第4回（2012年10月NHK Eテレ）
- 100分de名著　般若心経　第4回（2013年1月NHK Eテレ）
- 100分de名著　荘子（2015年5月NHK Eテレ）
- 祈りのかたち　（2023年4月東北放送）
- 玄侑宗久の色眼鏡 （2021年10月～福島テレビ）

## ラジオ出演
- 朝ゼミ・エフ　日日是好日（毎週金曜日　8:20～8:26 ラジオ福島）